# 装甲騎兵ボトムズ ペールゼン・ファイルズ
『装甲騎兵ボトムズ ペールゼン・ファイルズ』（そうこうきへいボトムズ ペールゼン・ファイルズ）は、テレビアニメ『装甲騎兵ボトムズ』の前日譚に当たるアニメーション作品。OVA全12話。また、劇場版が2009年1月17日に公開された。

## 概要
高橋良輔が『装甲騎兵ボトムズ 赫奕たる異端』（1994年 - 1995年）から12年ぶりに監督する『装甲騎兵ボトムズ』シリーズの作品。OVA『装甲騎兵ボトムズ レッドショルダードキュメント 野望のルーツ』とテレビ本編第1話との間のエピソードとなる。
アーマード・トルーパー（AT）などのメカニックは3DCGで描かれており、戦闘シーンはCGのメカ・背景に手描きの炎や爆発などのエフェクトが加えられた演出となっている。高橋と大河原邦男はかつて対談で、「3DCGでメカを作って人物をアニメーターが描くって形で見たい」、「凄い数のスコープドッグを3DCGで見てみたい」と述べていたが、本作においてそれが実現した形となった。
ジャズアレンジを主とした独特の曲風でボトムズの作品世界を支えていた乾裕樹は既に死去しており、ゆえに今回楽曲を新たに提供していない。音響監督は浦上靖夫が復帰しているが音響効果は松田昭彦から庄司雅弘に交代、ATのローラーダッシュの一部、ターレットレンズの作動音以外の効果音は音源がほぼ総入れ替えとなった。また、主人公であるキリコのセリフもテレビ作品より大幅に減少しており、各話の前後などに挿入されるモノローグ以外、周囲の人間や物語を牽引するような意味ある言葉をほとんど発しない。オープニングでも姿を見せるのはラストの1カットのみとなっている。
『ペールゼン・ファイルズ』の制作状況や、本作後のボトムズなどを、制作日誌的に高橋良輔が小説にした「新・小説VOTOMSいちぶんの一」を、日経トレンディネットで連載している。また第1巻の約1カ月後に発売されたPlayStation 2用ゲームソフト『装甲騎兵ボトムズ』では本作第1話の渡河作戦を舞台としたミッションが収録されたほか、本作版スコープドッグも使用できるようになっている。

## 物語
アストラギウス暦7213年、ギルガメスとバララントによる百年戦争も終結の気配を見せていた。第三次サンサ攻防戦がギルガメス軍の勝利で終結し、両陣営の間では和平の道が模索されていた。その頃、レッドショルダー部隊を除隊したキリコ・キュービィーは、惑星ロウムスでの「タイバス渡河作戦」に従軍していた。60万以上の大兵力を用いた史上最大規模の渡河作戦だが、キリコが配属された部隊は最も過酷な戦場に送り込まれた。
一方、レッドショルダー部隊司令のヨラン・ペールゼンは、軍事法廷の被告席に座っていた。検察官の怒号交じりの詰問に、終始無言を貫くペールゼン。その2人を、1人の男が見つめていた。その男、メルキア情報省次官フェドク・ウォッカムは突如軍事法廷に介入し、ペールゼンを救い出す。ウォッカムの目的はペールゼンの残した機密文書ペールゼン・ファイル、およびそこに記載された5人の兵士たちであった。経歴や人格などほぼ全てにおいて共通点がない彼らだったが、唯一、戦場における生存率の高さだけが共通していた。そこに着目したウォッカムは彼らこそがかねてよりペールゼンが追い求めていた「異能生存体」…つまり不死の兵士ではないかと睨んだのである。ウォッカムは彼らの能力が本物かどうかを確かめ、まもなく到来する戦争終結後へ向けた出世の足がかりとすべく動き出す。そして、彼の手により最前線である惑星ガレアデM7前線基地に集められたキリコたち5人は、過酷な戦地に次々と送り込まれることとなる。

## 登場人物

### バーコフ分隊
キリコ・キュービィー
声 - 郷田ほづみ
18歳。ギルガメス連合軍の「メルキア方面軍」に所属、階級は曹長。元レッドショルダー隊員で、部隊の創設者であるヨラン・ペールゼンから異能生存体と呼ばれたことで運命を狂わされていく。「タイバス渡河作戦」で瀕死の重傷を負うも奇跡的な回復力を発揮、半死人同然の体のままウォッカムの指示によりバララントとの最前線にある惑星ガレアデに転属される。
バーコフ分隊の中に居てもなお、未だにペールゼンに監視されている疑いを持ち続けており、分隊員達には元レッドショルダー隊員であることや、自身が異能生存体と呼ばれたことなど、過去は明かしていない。基本的に無口であり、感情表現にも乏しいが、心の底には人間らしい心を秘めており、時には皮肉を言ったり、負傷した上官を心配する様子も見せている。モナド戦の最終局面にて、共に激戦をくぐり抜けてきた分隊員たちにその胸の内を打ち明け、心からの仲間を得るもそれも束の間、分隊員たちは次々と戦死し、最後に残ったザキも自害してしまう。再び孤独の身となったキリコはしばらくの眠りに就いた後、新たなる戦場に向け再び一人歩き出す。
ノル・バーコフ
声 - 長嶝高士
分隊長。32歳。階級は曹長。荒くれ者ぞろいのAT乗りでは珍しい学者タイプのパイロットで気象観測の専門家でもあり、ガレアデで出会ったキリコに興味を持つ。士官として中尉にまで昇進した過去を持つが、敵前逃亡により下士官に降格されている。基本的に冷静だが、過去のことをさらされると狼狽する一面もある。
身の危険を察知した時は常に「逃げの一手」で生き延びてきたが、惑星モナド脱出の途中、バララント兵の攻撃によって深手を負った際、自身が一足前に戦死したコチャックやゴダンと同様に異能生存体ではないことを自覚してかつ、兵士となった時から命を捨てた「覚悟」を思い出し、キリコとザキを逃すため居残り、多数の敵を巻き添えに自爆する。
ガリー・ゴダン
声 - 江川央生
29歳。階級は曹長。俊敏な状況判断で戦いを繰り広げるが、身勝手な性格で単独行動を取ることが多い。本名はシラスコといい、何度も仲間を見捨てながら、何度も他人に成りすまして戦場から逃亡していたために「死神シラスコ」と呼ばれ、その行為を知る者達より恨みを買っている。そのため「ギルガメス軍浄化委員会」なる組織から抹殺の対象にされ、ガレアデ基地郊外でキリコと共に身体を休めている時に狙撃者に襲われたり、搭乗する輸送機を浄化委員会の一員によって墜落させられたりと命を狙われる。
モナド戦において「死ぬはずがない」コチャックが戦死したショックで錯乱状態となったところに敵ミサイルの直撃を受け、内臓に達するほどの致命傷を負う。最期は鎮痛剤の多量投与により眠るように死亡する。自身は異能生存体ではなかったが、死の瞬間まで自身がそれであることを疑わなかった。
ゲレンボラッシュ・ドロカ・ザキ
声 - 矢部雅史
16歳。階級は伍長。天性の技能を持つAT乗りの少年兵だが、その情緒は極めて不安定で激しい攻撃衝動を持つ。キリコに異常なまでの恐怖心を持ち、赴任したばかりのガレアデでは病院で寝ていたキリコに襲い掛かる。本人も、なぜキリコに恐怖心を持つのかはよく判っていないが、実はペールゼンによって本人の意思とは関係なく彼を殺害するよう洗脳されていた。しかし、分隊員として死線を潜り抜けるうちにキリコへの恐怖心も薄れていったようで、キリコとゴダンが反逆者扱いされ軍警察に追われた際には自ら彼らの救援に向かい、ダウンバーストの危機を切り抜けた際にもキリコに真っ先に駆け寄っている。キリコ以外の隊員たちにも仲間意識を持っており、分隊内では一番の仲間思いでもある。
他の分隊員達と違いガレアデ以前の戦闘経験がなく、ウォッカムはザキをペールゼンによって人工的に作られた異能生存体と推測している。パーフェクトソルジャー（PS）との共通点は不明だが、後のPS誕生への実験体ともいえる存在である。
モナド戦では負傷しつつもキリコと共にモナドを脱出するが、洗脳による殺人衝動が再び発生、必死に抵抗するも抗うことはできず、キリコに後事を託して自らも異能生存体ではないことを認めつつ命を絶つ。その後脱出ポッドが流れ着いた砂漠の惑星にキリコによって埋葬される。
小説版では独自要素として女性であることを匂わせる描写がある。アニメでも分隊最年少であることから子供扱いされて激怒することがたびたび。そのために、バーコフやキリコにやり込められることもある。
ダレ・コチャック
声 - 後藤哲夫
34歳。階級は軍曹。小太りな体型と臆病な性格のために年齢より老けて見える。AT乗りとしての技能も低く、本人・周囲共に部隊に場違いな人間であると認めている。その結果マニド峡谷の戦いでは相次いでミスを犯して分隊を危機に陥らせた挙句、味方の侵攻部隊が壊滅する最大の要因を作っている。とはいえ並の人間よりAT乗りとしての素質は高いようで、ガレアデ極北での遭遇戦では軽快な動きを見せ、モナド攻防戦では扱いの難しいスコープドッグ・ターボカスタムを乗りこなしている。
M7基地司令官ユーグントからキリコ達の様子を報告するためスパイとして分隊に送り込まれていたが、実はウォッカムからもキリコ達を監視する役目を与えられた三重スパイであり、事情を知りすぎたユーグントとフラーを暗殺している。
軍隊に入る前はAT開発に従事しており、ポリマーリンゲル液（PRL）に関する知識も豊富である。第9話では「異常寒波の中でも凍結しないポリマーリンゲル液」の配合を成功させ、分隊を救う活躍を見せる。複雑な計算式を難なくこなす姿はゴダン達を感心させるが、直後に食料品を使ってPRLを配合する、調合したPRLの良し悪しをそれらを直接舐めて味で判断するといった（他の者からすれば）奇行を見せた挙句、配合に失敗したPRLを次々と爆発させて恐怖させてもいる。
モナド戦ではキリコに異能生存体と呼ばれたことで自信過剰の躁状態となり、不用意に前面に機体を晒した挙句、敵ATの集中攻撃を受けて跡形もなく吹き飛ばされ死亡、分隊最初の戦死者となる。

### メルキア情報省
フェドク・ウォッカム
声 - 石塚運昇
メルキア情報省次官。38歳。情報省所属でありながらギルガメス軍の活動に関与し、タイバス渡河作戦を成功に導くなど軍内部での地位を急激に高めていく。エリートコースを歩みながらもさらなる出世を目論む野心家であり、ペールゼンが唱えた「異能生存体説」に興味を持ち、彼がまとめたレポート「ペールゼン・ファイル」およびペールゼンの身柄をも手中に収め、ファイルに記されていたキリコ達の能力を確認すべく様々な激戦地に送り込む。
ガレアデでの数度の観察を経た後、気温零下200度という異常寒波の戦場からも生還したキリコ達を異能生存体と確信し、彼等の能力を利用するために配下に加えた後、モナド攻略の戦略動議を参謀本部に提出、動員兵員数1億2000万にもおよぶ史上最大の作戦を展開する。しかし、作戦成功目前で惑星モナドは謎の大爆発を起こし、自ら提案した攻略作戦は侵攻部隊の壊滅、戦略的重要拠点モナドの消滅と最悪の結果に終わり、同時に自身の栄達の道も絶たれてしまう。ウォッカムはその事実をあくまで冷静に受け止め、事後報告のためにペールゼンを訪ねるも、ウォッカムに渡したファイルは偽物であることを知らされる。さらにウォッカム自身も異能生存体の特異な能力に惑わされていたことも指摘され、結局は全てペールゼンに踊らされていたに過ぎず、その結果キャリアまでも失ったことを思い知らされ大きく動揺する。腹の虫がおさまらないウォッカムはルスケにペールゼンを殺害するよう命令を下すが、挙句の果てにはそのルスケもペールゼン側に寝返ってしまい、激怒したウォッカムはルスケを殺そうと銃を抜くも返り討ちにされ射殺される。
亡き父親は元メルキア外務大臣であったが、ペールゼンとの政争に破れ自殺している。そのため、ペールゼンを自らの元に引き取った際には軍事法廷で対峙した検察官（声 - 稲葉実）から敵討ちのつもりかと皮肉を言われている。
コッタ・ルスケ
声 - 銀河万丈
ウォッカムの秘書。キリコ達の観察や、惑星モナド攻略において彼を補佐する。モナドの爆発後、ウォッカムがクズスクの収容所に赴いた際も同行するが、そこでペールゼンに利用されていたことを知ったウォッカムから彼を射殺するよう命じられる。しかしルスケ自身も異能生存体とキリコに興味を持っており、逆にペールゼンから惑星爆発に際してもキリコは生存していること、そしてモナドの爆発は自然現象や偶発的産物などではなくキリコとその背後にいる何者かが関係していることを聞かされ、驚愕したルスケはペールゼンについていくことを宣言する。直後、激怒したウォッカムから銃を向けられるが逆に彼を射殺、死に際にルスケの名をうめくウォッカムに対し今後その名は記録から消えることを語り、ペールゼンとともに収容所から去っていく。
『装甲騎兵ボトムズ』にギルガメス軍情報部大尉として登場するジャン・ポール・ロッチナと瓜二つの容姿をしている。ロッチナとの関係については、映像作品上では単にルスケの名を今後は使わないというだけで終わっており明確にされていない。後述のムック『ペールゼン・ファイルズ VISUAL BOOK』での製作スタッフへのインタビュー記事（P109 - P110）によれば、同一人物として扱われていたようである。
メンケン
声 - 諸角憲一
惑星クズスクの情報省医療収容所に勤める医師。「異能生存体」についての真実を聞き出そうとするウォッカムの命によってペールゼンに致死量を遥かに超える大量の薬物を投与し尋問を行う。しかし実はペールゼンがウォッカムの元に潜入させた部下であり、薬物の量を調整することで彼の命を助けている。
またペールゼンの命令により、ザキに対しキリコを殺害するよう洗脳を施しており、最終話ではザキのデータを今後の実験に役立てるとPS開発との関連性を匂わせる発言をしている。

### ギルガメス軍軍人
ヨラン・ペールゼン
声 - 大塚周夫
元大佐。48歳。レッドショルダー部隊創設者にしてペールゼン・ファイルの作成者。「死なない兵士」による理想の軍隊創設を目指している途中、驚異的な生存率のキリコに注目し、以来彼を観察し続けている。
レッドショルダーは第三次サンサ攻略戦にて多大なる戦果を挙げ、ペールゼン自身も少将に昇進するが、その直後にレッドショルダー創設と維持のため敵味方を問わない残虐行為の数々をネハルコが送り込んだスパイにより暴かれて失脚・逮捕され軍事裁判にかけられることとなる。法廷ではひたすら無言を貫き、処刑は免れない状態であったが、ウォッカムが新たな証拠を法廷に提出した途端それに呼応するかのように錯乱状態となり、治療の名目でウォッカムの情報省に引き取られる。
錯乱状態は全て演技であり、上手く軍を欺いて軍事法廷からの脱出には成功したペールゼンだったが、今度はウォッカムによって惑星クズスクの情報省医療収容所に幽閉され、ファイルに記された異能生存体についての真実を聞き出そうとする彼から死亡寸前までの拷問を受ける。その後、ペールゼンの証言やガレアデでの観察からファイルに記された者たちが「死なない兵士」、異能生存体であると確信したウォッカムに口封じのため抹殺されそうになるも、あらかじめ部下のメンケンを潜入させておくことで難を逃れている。
モナド爆発後、分隊員達の死を報告するためにやってきたウォッカムの前に逮捕以前の健在な姿で現れる。驚愕するウォッカムに対し、彼の目前に惜しげもなくペールゼン・ファイルを差し出し、このファイルは偽のファイルでありキリコ以外の者は異能生存体ではないこと、さらに偽のデータでウォッカムの判断を狂わせ、キリコ観察のための過酷な戦闘状況を作り出すことがファイルを渡した目的だったことを語る。その目論見は的中し、ウォッカムのキャリアと引き換えに最高の「実験場」を作り出すとともに彼の失脚により復帰に成功、すべてを失ったウォッカムを置いて新たなるペールゼン・ファイルを作るべく、収容所から堂々と帰還する。
ネハルコ
声 - 渡部猛
ギルガメス軍参謀総長で、階級は大将。惑星オドンにスパイ（バージル・カースン）を送り、レッドショルダー部隊の実態を暴いた人物。ペールゼンを失脚させ、その功で地位を強化したネハルコだったが、それも束の間、今度はウォッカムが軍部において台頭してくる。情報省所属であるウォッカムの軍事への介入に反感と危機感を抱くも、簡単に尻尾を出さないウォッカムを失脚させることも叶わず、また功績の独占を防ぐ意味合いもあり渋々協力せざるを得ない立場となる。
ラーキンソン
声 - 塚田正昭
少将。ネハルコの腹心で、軍情報部に所属している。ネハルコ同様、情報省所属であるウォッカムの軍部における台頭を苦々しく思っている。
ユーグント
声 - 大矢兼臣
バーコフ分隊が所属する惑星ガレアデM7前線基地の司令官で、階級は大佐。ウォッカムからの指令によって特別に編成されたバーコフ分隊に疑問を持ち、コチャックを分隊に潜りこませて内情を報告させる。マニド峡谷の戦いから彼らの共通点である「生存性の高さ」に気づき、その能力を探るべく分隊員とギルガメス軍浄化委員会との戦闘を利用して軍警察に分隊員たちの処刑命令を下し彼らを窮地に追い込む。処刑命令そのものは異能生存体とされる分隊員達の能力を確かめようとするウォッカムからの指令によるものであったが、彼らの特異性に感づいていたユーグント自身もその実体を確かめたいと思っており、数度の危機を辛くも切り抜けた分隊員に対し遂にはM7基地のPRLタンクを故意に爆破して隊員達を爆発に巻きこませる暴挙に出る。数千度の熱の中に巻き込まれたことで分隊員達も全員死亡したと思い込むが、その予測に反して全員が生き延びており、ユーグントは驚愕しつつもバーコフ分隊員達が通常の兵士とは異なることを確信する。しかしその直後、事実に近づきすぎたとしてウォッカムの命を受けたコチャックに副官のフラー共々射殺されてしまう。
なお、彼が指示したPRLタンクの爆発によって放出されたガスが極地の太陽光を遮り、後にガレアデ放棄につながるダウンバースト発生の原因となっている。
フラー
声 - 小杉十郎太
ユーグントの副官で惑星ガレアデM7前線基地の副司令官。階級は少佐。軍上層部や情報部の現場への介入を快く思っておらず、ユーグント同様バーコフ分隊の存在意義と彼らが特別扱いされることに疑問を抱いている。しかし、ユーグントほど分隊のことを気にかけてはいなかったようで、彼らの事を知ろうとするのに基地や多数の犠牲もいとわないユーグントがM7基地のPRLタンクを爆破しようとした際には「狂気の沙汰」と必死に制止する。その後、ウォッカムの命を受けたコチャックにユーグント共々射殺されている。
ワップ
声 - 広瀬正志
バーコフ分隊が所属する惑星ガレアデM7前線基地の上級曹長。PRLの扱いに長け、第18騎兵師団（ガレアデ駐留部隊）で右に出る者はいないと豪語している。その能力は実際にATのPRL交換訓練の教官を務め、零下200度でも活動するPRLの配合にも成功しているなどあながち大言壮語ではない。しかし、人格面では美点がほとんどなく、キリコ達に嫌味を言う、部下に拷問同然の鉄拳制裁を振るう、部下の慎重な意見を全く聞き入れようとしないなど横暴な小悪党タイプの人間である。
初登場時には病室にてキリコを襲ったザキに一方的な暴行を加え、やがてフラーが中止命令を出したにも関わらず、腹いせにザキを蹴り上げる横暴さを見せる。小柄だが筋力はかなり鍛えられており、彼の宿舎に飾られた写真の中には筋肉を披露する彼の写真が飾ってあるほか、筋力トレーニングの器具も置いてある。
第18騎兵師団のガレアデ撤収の際に少尉に任官され、同時にM7基地司令官ユーグントと副司令官フラーが殺害された事件の調査のためにバーコフ分隊が赴任する極北最前線基地に単身送りこまれる。しかし実際はキリコ達の観察のための人身御供であり、昇進も死地に赴く前の餞別の意味合いもある。
極北基地到着後は自身に迫るバララント軍の襲撃と零下200度のダウンバーストの危機にも気づかずに相変わらずキリコ達に高圧的に接し、さらに事件解決後の中尉昇進を餌にされ躍起になってキリコ達を尋問するが、真犯人のコチャックを第一印象だけで犯人から除外するなどほとんど当てずっぽうで的外れな推測ばかりであった。やがてダウンバーストが間近に迫ってきたときは、分隊員達の忠告を無視して自身の経験から独自にPRLの調合を行い、危機を切り抜けようとする。彼の調合したPRLではダウンバーストによる凍結こそ免れることができたが、調子に乗って搭乗するAT（スタンディングトータス）を激しく動かしたため逆にオーバーヒートを起こしてしまい機体が爆発、死亡する。
エンディングではテレビシリーズに登場したカン・ユーと共にランニングする姿が見られ、また自身の宿舎にも仲良く写った写真が貼ってある。
劇場版では大幅に出番がカットされ、極北基地に赴任もしておらず、生死不明のまま出番を終えている。
カスケス
声 - 飯塚昭三
少佐。X2基地所属の機動部隊大隊長で、マニド峡谷を突破する3000余りの部隊の指揮を執る。ユーグントの命令で峡谷の敵基地の破壊を渋々バーコフ分隊に任せるが、分隊（主にコチャック）のミスで崖が崩落し、進軍ルートを失ったばかりか1500人以上の部下も失ってしまう。自身は同様部隊の最後尾にいたため崩落から命からがら逃れ、生還する。
粗野な印象を受ける外見だが、部隊壊滅の原因を作ったバーコフ分隊を死んだ部下たちのためにこの手で罰したいと願う部下思いの一面もある。
オーエン、マッカ
声 - 中田和宏（オーエン）、松本大（マッカ）
両名とも大尉でカスケスの部下。峡谷突破の成否を握る役目を、寄せ集め集団にしか見えないバーコフ分隊が担ったことに疑問を持つ。両名ともカスケス同様部隊の最後尾にいたため命は助かっている。
グレーゾン
声 - 有本欽隆
バーコフ分隊が極北基地への移動に使用した輸送機の機長。「死神シラスコ」ことゴダンを粛清しようとするギルガメス軍浄化委員会により輸送機を墜落させられる。浄化委員会が粛清の対象をゴダン1人から輸送機内全員に切り替えた際にはバーコフ分隊と協力してATを発進させ、彼自身もゴダンの機転により輸送機から脱出する。委員会の襲撃を切り抜けた後、バーコフ分隊と別れ極北基地へATによる徒歩で移動していく分隊を見送る。
ショキット
声 - 子安武人
バーコフ分隊が極北基地への移動に使用した輸送機の副操縦士。実はギルガメス軍浄化委員会の一員であり、中央制御盤に細工を施し輸送機を仲間のスナイパー（声 - 堀之紀）が待ち伏せる荒野へと墜落させる。墜落後も通信機を使ってスナイパーの射撃管制を行うが、中央制御盤の細工から正体が露見、ゴダンに捕らえられる。その直後、輸送機付近に着弾した迫撃砲の衝撃によりゴダンが誤って彼の首の骨を折ってしまい、即死してしまう。
死後は、ゴダンによって副操縦席に括り付けられ、死したまま操縦桿を握らされる役回りに使われる。
ログウッド
声 - 徳弘夏生
大佐。M7前線基地の司令官で殺害されたユーグントの後任。ガレアデで赴任早々撤退準備の司令を行い、ワップに少尉任官と極北基地赴任の辞令を伝える。
ノム
声 - 松本保典
中尉。ログウッドの副官。ワップに少尉の軍装、任官証、徽章を手渡す。
マナガル
声 - 大塚芳忠
惑星ガレアデ極北最前線基地の司令官で階級は中佐。赴任してきたワップに対しガレアデからワップとバーコフ分隊を除いたギルガメス全軍が撤退することを伝え、自身も基地から撤収する。
ノイドート
声 - 五王四郎
メルキア国防相で、ギルガメス軍では大将の階級を持つ。ネハルコと共にペールゼンの裁判を傍聴する。モナド攻略作戦がウォッカムにより提案された際には最高戦略会議にて反対意見を提出しようとするも、会場への途上で搭乗していたヘリが突然爆発し死亡する。反ウォッカム派として有名であり、ネハルコ等ほとんどの議員は彼の事故死がウォッカムの仕業だと気づく。しかし証拠は一切無く、かえって恐怖にかられた議員達は皆ウォッカムに賛同し、モナド攻略は全員一致で可決する。
ナラヤ小隊長
声 - 斎藤志郎
キリコがガレアデに送り込まれる以前、タイバス渡河作戦の際に所属していた小隊の隊長。部下の一人であるキリコの生死を監視するよう上官（声 - 辻親八）から理由の説明もなく命じられており、キリコを有力者の子弟かと訝しむ。数十機のAT隊を指揮し渡河作戦の先陣を切るが、彼の小隊を含めたAT部隊は別行動の本隊上陸のための囮部隊であり、敵軍の激しい攻撃に加え捨て駒である彼らには稚拙な作戦しか用意されておらず、部隊は次々と壊滅していく。その中でも戦闘終結時まで負傷しつつも生き延び、川岸で動けなくなっていたところをキリコに救助されるが、治療のため陸に上がったところで機体が地雷に触れてしまい致命傷を負う。最後は自分を心配し、救助したキリコに礼を言い息絶える。
作戦自体はキリコ達のAT部隊が敵の目をひきつけている間に別行動をとった本隊が上陸、ギルガメス軍の勝利に終わる。しかし囮となった部隊への攻撃は熾烈を極め、キリコを除いて部隊は全滅している。
第1話でルスケが見ていたデータベースによれば、ナラヤがフルネームである。
ギルガメス軍浄化委員会
声 - 石井康嗣、五王四郎ら
ギルガメス軍内部に存在する組織で、軍規違反者を自らの手で処刑し、軍を「浄化」することを目的とする。劇中では「死神シラスコ」ことゴダンの命を狙い、累計数十人の浄化委員が現れ、バーコフ分隊の前に幾度となく立ちふさがる。また、ユーグント殺害事件の真相究明にも乗り出し、内偵を命じられたワップの前に現れ情報提供も行っている。
キリコ達はもとよりユーグントやフラーもその存在を知らない組織である一方で、ワップに接触した浄化委員がバーコフ分隊員たちの過去の詳細なデータを提供したり、事件解決後の昇進を約束するなど、軍内部における影響力の高さもうかがえる。また、極北基地移動中の襲撃時に浄化委員会が軍歌を流した際には委員会の一員であるショキットに加えコチャックも反応を見せており、不明な点の多い組織である。
ナレーション
声 - 銀河万丈

## スタッフ
- 企画 - 内田健二、森本浩二
- 原作 - 矢立肇、高橋良輔
- シリーズ構成 - 吉川惣司
- キャラクターデザイン - 塩山紀生
- メカニカルデザイン - 大河原邦男
- 美術監督 - 鈴木俊輔
- 色彩設計 - 久力志保
- CGIディレクター - 畑田裕之
- 撮影監督 - 高橋健太郎
- 音響監督 - 浦上靖夫
- 音楽 - 前嶋康明（La Gauno）、乾裕樹
- 音楽プロデューサー - 眞野昇
- チーフディレクター・総作画監督 - 竹内一義
- 監督 - 高橋良輔
- アニメーション制作 - サンライズインタラクティブ、アンサー・スタジオ
- 制作プロデューサー - 山路晴久
- プロデューサー - 塚田廷式（サンライズ）、長谷部大樹（バンダイビジュアル）
- 製作 - サンライズ

## 主題歌
オープニングテーマ「鉄のララバイ」
エンディングテーマ「バイバイブラザー」
作詞 - 高橋良輔 / 作曲 - 磯崎健史 / 編曲 - 佐々木総作、福田真一郎、二宮英樹 / 歌 - 柳ジョージ（Lantis）

## 各話リスト
| 話数 | 発売日          | サブタイトル     | 脚本     | 絵コンテ | 演出     | 作画監督                                  |
| ---- | --------------- | ---------------- | -------- | -------- | -------- | ----------------------------------------- |
| 1    | 2007年 10月26日 | 渡河作戦         | 吉川惣司 | 竹内一義 | 竹内一義 | 渡辺裕二                                  |
| 2    | 2007年 10月26日 | ガレアデ         | 吉川惣司 | 山口武志 | 山口武志 | 宇田明彦                                  |
| 3    | 12月21日        | 分隊             | 吉川惣司 | 知吹愛弓 | 高田昌宏 | 山崎輝彦 飯塚正則 杉本光司                |
| 4    | 12月21日        | 死の谷           | 吉川惣司 | 鎌仲史陽 | 鎌仲史陽 | 宇田明彦                                  |
| 5    | 2008年 2月22日  | 尋問             | 吉川惣司 | 山口武志 | 岩田幸大 | 鈴木竜也 重田敦司                         |
| 6    | 2008年 2月22日  | 異能             | 吉川惣司 | 山口武志 | 山口武志 | 渡辺裕二                                  |
| 7    | 4月25日         | 狙撃             | 五武冬史 | 知吹愛弓 | 小田原男 | 山沢実                                    |
| 8    | 4月25日         | 冷獄             | 五武冬史 | 重田敦司 | 岩田幸大 | 鈴木竜也 重田敦司                         |
| 9    | 6月25日         | ダウン・バースト | 五武冬史 | 山口武志 | 山口武志 | 山沢実                                    |
| 10   | 6月25日         | 戦略動議         | 吉川惣司 | 山口武志 | 山口武志 | 渡辺裕二                                  |
| 11   | 8月22日         | 不死の部隊       | 西村昌之 | 岩田幸大 | 岩田幸大 | 鈴木竜也（キャラクター） 重田敦司（メカ） |
| 12   | 8月22日         | モナド           | 吉川惣司 | 池田成   | 鎌仲史陽 | 宇田明彦                                  |

## 劇場版
OVAを再構成して新規部分を追加した『ペールゼン・ファイルズ劇場版』が、2009年1月17日に劇場公開された。
テーマ曲には「鉄のララバイ」と、TVシリーズのオープニングテーマで、この作品のために新録音された、TETSUの名義で織田哲郎が歌う「炎のさだめ」が使用された。

## 関連書籍
装甲騎兵ボトムズ ペールゼン・ファイルズ小説版
著：吉川惣司、刊：ホビージャパン、2009年1月17日発売
ISBN 978-4894257573

装甲騎兵ボトムズ ペールゼン・ファイルズ VISUAL BOOK
刊：ホビージャパン、2008年9月16日発売
ISBN 978-4894257627